# Gaig de Stresemann
El gaig de Stresemann (Zavattariornis stresemanni) és una espècie d'ocell de la família dels còrvids (Corvidae) i única espècie del gènere Zavattariornis. Habita zones arbustives i sabanes del sud d'Etiòpia.